# تلازولتوتل
تلازولتوتل (بالإنجليزية: Tlazolteotl)‏ الربة الأم للأرض والجنس في أساطير الأزتيك. وكانت تسمى أيضا «آكلة الغائط» وقد اتخذت اسمها من أسطورة بأنها عند نهاية حياة الحيوان تأتي إليه ويعترف فتنظف نفسه وتأكل غائطه. وكانت أيضا ربة الولادة. وهي إلهة الرذيلة، والتطهير، وحمامات البخار، والشهوة، والقذارة، وراعية الزناة.
وفقًا لمعتقدات الأزتك، كانت تلازولتوتل هي التي ألهمت الرغبات الشريرة والتي غفرت أيضًا للخطايا وطهرتهم. كما يعتقد أنها تسبب المرض، وخاصة الأمراض المنقولة بالاتصال الجنسي. قيل أن تلازولتوتل وأخواتها سيُصبنَ الناس بالمرض إذا انغمسوا في الحب المحرم. وهي إلهة الحب والرغبات.

## معرض صور

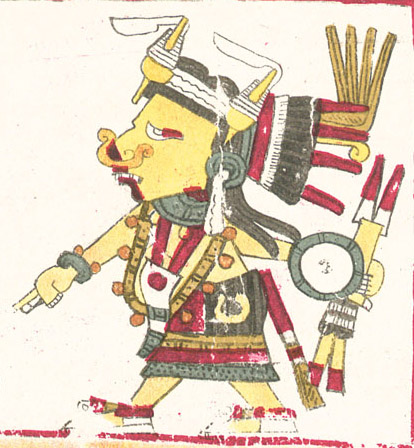
تصوير تلازوتوتل، من مخطوطة بورجيا.
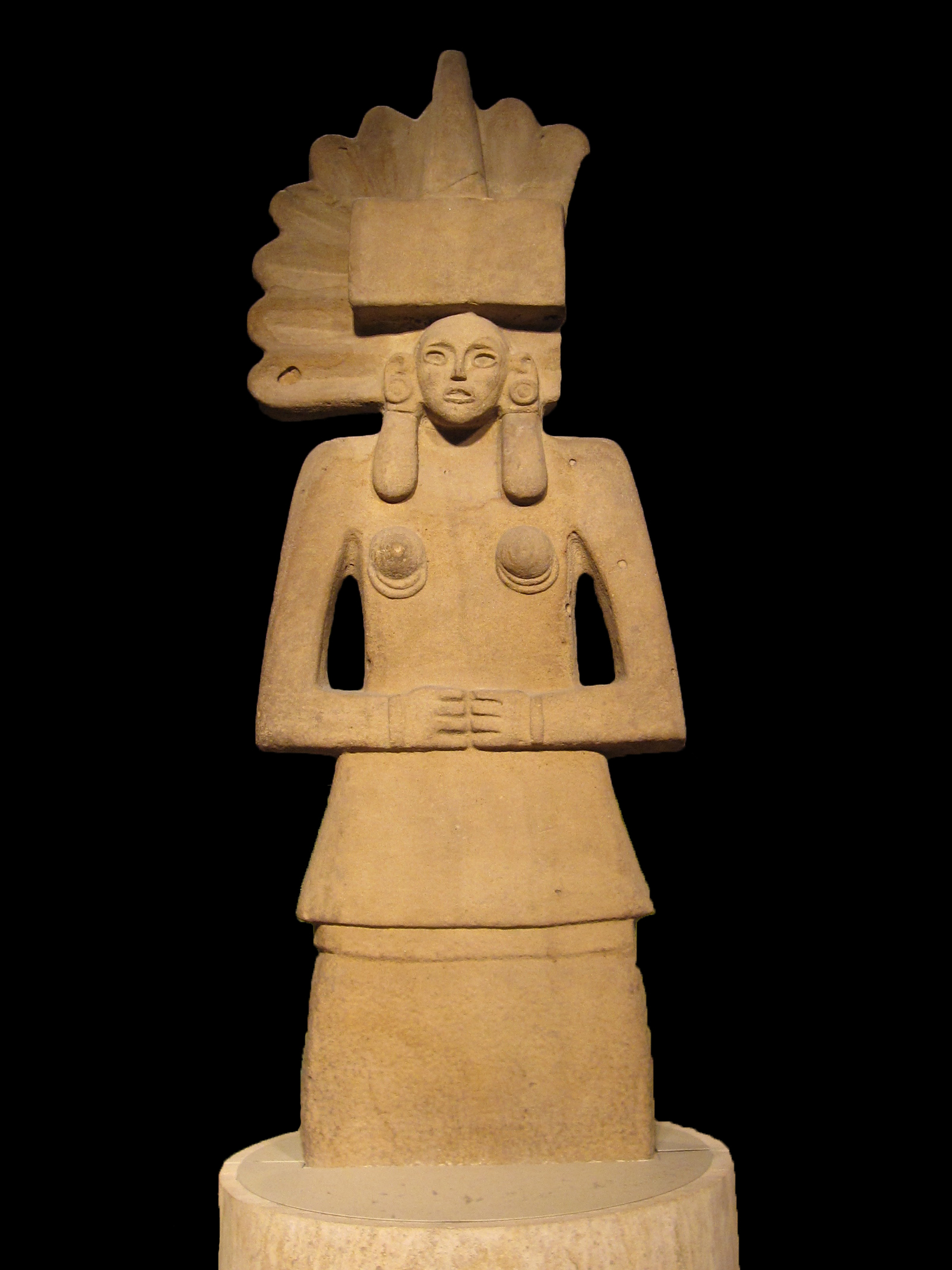
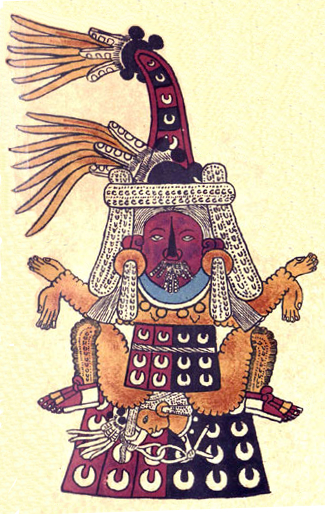
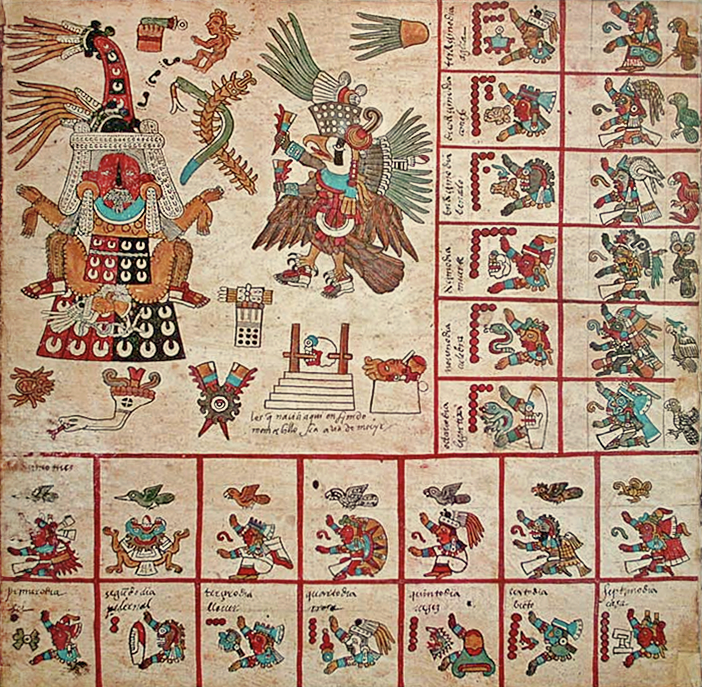
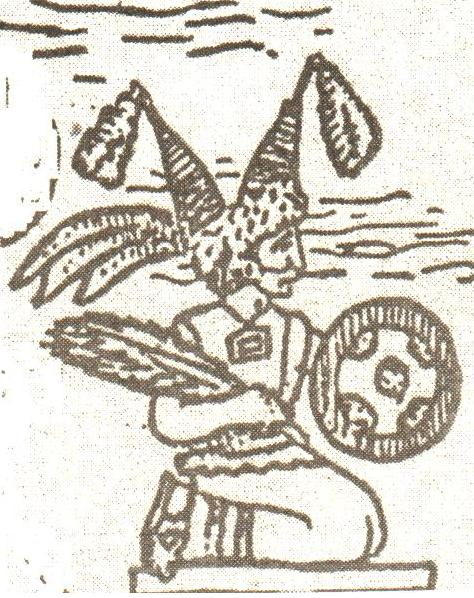
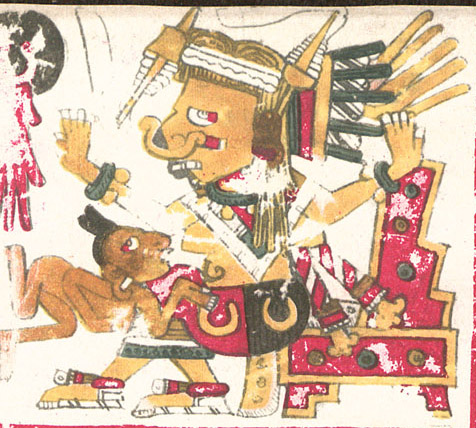